# Thomas Nadalini
Thomas Nadalini (2002. május 2. –) olasz rövidpályás gyorskorcsolyázó, ifjúsági olimpikon.

## Élete
2020 elején – 17 évesen – tagja volt a Lausanne-ban rendezett téli ifjúsági olimpián szereplő olasz csapatnak, és ahol a fiúk 1000 méteres távját a 10. helyen zárta, az 500 méteres viadal fináléját pedig – egészen a B-döntőig eljutva – a 8. helyen fejezte be. A játékok utolsó napján rendezett vegyes váltó döntőjét követően a dobogó harmadik fokára állhatott fel.
Szarajevóban, a 2019. évi téli európai ifjúsági olimpiai fesztiválon a férfiak 1500 méteres távjában érte el a legjobb eredményt (a 6. helyezést), míg 1000 méteren 10. lett, 500 méteren pedig a 11. helyet sikerült megszereznie.
Az olaszországi Bormióban rendezett 2020-as junior világbajnokságon 500 méteren a 15., 1000 méteren pedig a 22. helyen zárt.